# Apparition (Maupassant)
Pour les articles homonymes, voir Apparition.
Apparition est une nouvelle fantastique de Guy de Maupassant, parue en 1883.

## Historique
Apparition paraît initialement dans la revue Le Gaulois du 4 avril 1883, avant d'être reprise l'année suivante dans le recueil de nouvelles Clair de lune.

## Résumé
Le marquis de la Tour-Samuel, âgé de quatre-vingt-deux ans, se rappelle une histoire étrange, survenue il y a cinquante-six ans, et de la frayeur qui l’obsède depuis lors.
En 1827, en garnison à Rouen, il rencontre un ami qu’il n’avait pas revu depuis cinq ans. Ce dernier a l’air d’avoir pris cinquante ans : ses cheveux sont blancs et il marche courbé. Il lui demande, sous le sceau du secret, d’aller dans son château prendre des papiers importants dans son secrétaire. Il ne veut pas y aller lui-même, car, depuis la mort de sa femme (morte d'une maladie de cœur), il n’y a pas mis les pieds.
Le marquis se rend au château, donne les papiers écrits par son ami au gardien afin de pouvoir entrer, et monte dans la chambre. Il trouve les papiers, mais une empreinte dans un coussin l'intrigue et il sent une présence dans la pièce. Une femme vêtue de blanc le regarde, elle lui demande de la peigner (coiffer). Surmontant sa peur à la vue de cette apparition, il s’exécute. Puis la femme s'enfuit, et l'homme fait de même. 
De retour chez lui, il croit à une hallucination, mais des cheveux coincés dans son bouton de chemise le font frissonner. Il fait porter finalement les papiers à son ami. Plus tard, cherchant à lui rendre visite, il découvre que ce dernier a disparu. Prévenue, la police ne trouve ni la femme ni l'homme ; elle clôt aussitôt le dossier.

## Éditions
- Apparition , dans Maupassant, Contes et Nouvelles , texte établi et annoté par Louis Forestier, éditions Gallimard, Bibliothèque de la Pléiade , 1974.
- Apparition,  dans Le Horla et six contes fantastiques,  texte établi et annoté par Hervé Alvado, éditions Hachette, 2000.
- Apparition, dans Les contes fantastiques, texte établi et annoté  par Anne Richter, éditions Marabout.